# 山形県立東桜学館中学校・高等学校
山形県立東桜学館中学校・高等学校（やまがたけんりつ とうおうがっかんちゅうがっこう・こうとうがっこう、英: Yamagata Prefectural Touohgakkan Junior & Senior High School）は、山形県東根市に所在し、中高一貫教育を提供する山形県立中高一貫校。

## 概要
山形県教育委員会の県立高等学校再編計画に則り、県下初の併設型中高一貫校として2016年（平成28年）4月1日に開校した。同年3月に閉校した山形県立楯岡高等学校を母体とする。
東桜の名は、学校の所在する東根市がさくらんぼの生産高日本一であることになどを踏まえ命名した。

### 校歌
校歌は作詞を山形市出身の作家である小川糸、作曲を岩手県出身の作曲家である八木沢教司がそれぞれ手掛けた。

### 教育
探求型学習の実施の他、スーパーサイエンスハイスクール指定校として実験を多く取り入れた理数教育などに力を入れている。国際コミュニケーション教育としてICT利用による海外の高校との交流や、英語ディベート学習、探求型学習の英語発表など多岐に渡る活動を行っている。また、東桜学館はユネスコスクール加盟認定校である。

### 基本理念
- 高い志
- 創造的知性
- 豊かな人間性[6]

### 教育目標
- 地域社会及び国際社会の発展に貢献しようとする高い志を育てる。
- 豊かな感性や探究心と論理的な思考力を基盤とした創造的知性を育てる。
- 心身ともに健やかで、郷土愛と公共の精神に富む豊かな人間性を育てる [6]。

### 東桜コンピテンシー
教育目標達成のために下記11項目の生徒の能力育成を行うとしている。
- ①ビジョン
- ②想像力
- ③実行力
- ④知識・技能
- ⑤論理的思考力
- ⑥批判的思考力
- ⑦判断力
- ⑧表現力・発信力
- ⑨創造力
- ⑩傾聴力
- ⑪自己効率感

## 設置学科
- 全日制
  - 普通科

### 中学校
学年定員99名
男女同数程度を募集することとしている。
- 第一学年　3クラス
- 第二学年　3クラス
- 第三学年　3クラス

### 高等学校
学年定員200名
- 第1学年　6クラス　一貫生は奇数組、高入生は偶数組
- 第2学年　5クラス　文理別クラス
- 第3学年　5クラス　文理別クラス

## 沿革
- 2005年（平成17年）3月 - 「県立高校教育改革実施計画」を策定し、併設型中高一貫教育校や中等教育学校の設置の可能性を調査研究することとする[8]。
- 2007年（平成19年）2月 - 外部有識者による「山形県の中高一貫教育の在り方に関する検討委員会」を設置し、導入することが望ましいという報告を受ける。
- 2009年（平成21年）
  - 6月 - 山形県教育委員会が「山形県中高一貫教育校設置構想」を策定し、併設型の中高一貫教育校をモデル的に設置する方針を提示。
  - 12月 - 「山形県中高一貫教育校設置計画（内陸地区）」を策定。
- 2010年（平成22年）
  - 1月 - 山形県教育委員会「北村山地区の県立高校再編整備計画」の中で東根中高一貫校（仮称）の設置を公表。
  - 5月 - 東根中高一貫校（仮称）教育基本計画策定委員会を設置。
- 2012年（平成24年）3月 - 「東根中高一貫校（仮称）教育基本計画」を策定。
- 2014年（平成26年）10月 - 山形県教育委員会、「東根中高一貫校（仮称）」の校名を「山形県立東桜（とうおう）学館中学校・高等学校」とすると発表。山形県県立学校設置条例の改正（平成27年6月議会予定）までは仮称として使用される予定だった。
- 2016年（平成28年）
  - 3月31日 - 山形県立楯岡高等学校が閉校。
  - 4月1日 - 山形県立東桜学館中学校・高等学校が開校。高2・3は楯岡高等学校から転入。中1・高1が入学。（中2・3の募集は行わない）
- 2017年（平成29年）
  - 5月20日 - 文部科学省よりスーパーサイエンスハイスクール(SSH)の指定を受ける[9]。
- 2018年（平成30年）4月1日 - 併設中学校が3学年そろう[注釈 2]。
- 2019年（平成31年/令和元年）4月1日 - 併設中学校第1回生が併設高校に入学[注釈 3]。
- 2021年（令和3年）4月1日 - 中高一貫が完成（併設高校3学年すべてに併設中学校からの進学者が在籍している状態）。

## 探求型学習
同校の特色の一つとして探究型学習に力を入れていることが挙げられる。教育課程に探求型学習が標準的に組み込まれているため設置学科は普通科のみであり、探求科等は個別に設置されていない。

### 未来創造プロジェクト
中高ともに東北芸術工科大学との連携で「未来創造プロジェクト」と題した総合学習のカリキュラムを設けている。

### クエストエデュケーションプログラム
中学校においては教育と探求社が提供する探求型学習プログラムを導入しており、以下のプログラムを学年ごとに実施している。
- 中学1年生

進路探究コース：ROLL MODEL
- 中学2年生

企業探究コース：CORPORATE ACCESS
- 中学3年生

進路探究コース：MY STORY
社会課題探究コース：SOCIAL CHANGE

## 行事

### 1学期
- 入学式(中高合同)

新たに入学する中学生、内部進学の一貫生と高校から入学する高入生が全員合同で入学式が執り行われる。
- 新入生セミナー(中1)

入学式後あまり期間をおかずに実施される。県内各地から進学してきた生徒の交流を深めることを主目的とする。主に山形県青年の家で実施される。
- クラスマッチ(高校)

高校の全16クラスがクラス単位で学年・文理関係なく各競技で競い合う。バレーボール、バドミントン、ソフトボール、バスケットボール等各種スポーツの総合得点で優勝クラスを決定する。
- 職場体験(中2)

学校周辺の事業者の協力の下、それぞれの体験先で三日間職場体験を行う。生徒はエントリーシートを提出し学校側が選考、体験先に生徒を振り分ける。
- 東桜キャンプ(中3)

中学3年の研修として自然体験プログラムが執り行われる。

### 2学期
- 東桜祭(中高合同)

山形県立東桜学館中学校・高等学校における文化祭である。北アリーナのメインステージでは有志による企画が二日間を通して執り行われ、各教室やプロムナードに置いても企画・出店が行われる。また同時にファーストリテイリングが実施する「"届けよう、服のチカラ"プロジェクト」への協力イベントが行われる。
- 東桜キャンプ(中1)

毎年9月頃に山形県海浜自然の家で主に実施される。鳥海山・飛島ジオパークでの研修、噴火に関する実験や火山岩についての学習を行う。
- 体育祭(中学)

紅軍・白軍・青軍の3陣営に分かれて様々な種目で競い合う。各陣営にはそれぞれ一年生から三年生までバランスよく配置される。総合得点、リレー、応援でそれぞれの表彰が存在する。
- 修学旅行(高2)

海外(シンガポール・マレーシア)又は国内(関西方面)の選択制。海外組は3泊5日、国内組は4泊5日となっている。
- 東桜かるた大会(中高合同)

本来は1月頃に行われていたが、高校三年生の共通テストとの兼ね合いから12月の実施となった。小倉百人一首を用いて5対5の各チームのトーナメント戦を行う。レベルに合わせて2つのリーグに分けられている。最優秀チームと最優秀クラスを決定する。

### 3学期
- 未来創造プロジェクト発表会(中高合同)

東北芸術工科大学の協力による独自の探求型学習プログラムの成果発表会が実施される。他校生徒からのオンライン又は来校による特別発表も実施される。
- 海外研修旅行(中3)

東南アジア方面での英語学習を主目的とした研修である。本来、香港・マカオ方面での研修であったが中国国内の政治的問題をふまえて研修先は変更となった。
- イングリッシュ・キャンプ(中2)

外国人留学生や県内に住む外国人を招き、英語学習を主目的として交流を深める。キャンプという名称だが、校内宿泊を伴わず二日間で全日程が終了するプログラムである。
- 卒業式(中高別)

卒業式の時期は高校と中学校で異なるため、別日程で執り行われる。現在は新型コロナウイルス感染症対策のため在校生は各教室からオンライン又は時間限定での参加である。

## 部活動

### 中学校
- 軟式野球
- 陸上競技
- バスケットボール
- バレーボール（女子のみ）
- サッカー
- 硬式テニス
- 卓球
- 剣道
- 弓道
- 吹奏楽
- 美術
- 書道
- 探求[11]

### 高等学校
- 硬式野球（男子のみ）
- ソフトボール（女子のみ）
- 陸上競技
- バスケットボール
- バレーボール（女子のみ）
- ハンドボール
- サッカー（男子のみ）
- 硬式テニス
- 卓球
- バドミントン
- 剣道
- 弓道
- 山岳
- 吹奏楽
- 美術
- 書道
- 演劇
- 放送
- 写真・新聞
- 茶道
- 探求
- かるた
- ESS[12]

### 同好会その他期間限定部活動
- 水泳(中高男女)

## 施設
校舎は全て5階建てで、主に3つの区画から成り立つ。敷地西側の校門から生徒昇降口まで3色のタイル敷のプロムナードが広がる。敷地北側には駐車場が存在するが、必要時にはプロムナードを追加で臨時駐車場として利用することもある。

### 北棟
主に中学校のクラス及び施設が存在する。一部、高等学校の実験室や中高共同利用の特別教室も存在している。

### 南棟
主に高等学校のクラス及び施設が存在する。職員室、校長室、事務室など管理機能も南棟に集約されている。職員・来客用玄関はこの棟に存在する。

### 中央棟
大型施設が集約されている。北アリーナ(ステージ有)、南アリーナ、大講義室、交流ホール、柔剣道場等の存在する1・2階層は吹き抜けとなっている。3・4・5階層には学習メディアセンター、中高それぞれの美術室、学習スペース等が存在する。なお、生徒昇降口はこの棟に存在する。

## 設備及び隣接施設

### 基本設備
非接触表面温度測定器がエントランス及びアリーナ周辺に設置されている。中学校用に給食室は存在するが、高校用の購買室は現在運営されていない。屋根付きの自転車置き場が生徒昇降口付近に存在する。

### 教室
各教室にはプロジェクターが設置され、接続を切り替えることで組み込みのスティック型PCやスキャナー、個人デバイスの使用が可能。プロジェクターの無い特別教室には移動可能な大型ディスプレイが存在する。

### ＩＣＴ関連設備
全館高速LAN完備。情報室とPC室が設置されている他、中学校では学校管理の生徒一人一台のデタッチャブル型2in1タブレットPCが用意されている。
高等学校ではNEC製のChromebookが生徒一人につき一台山形県教育委員会から貸与される。また、学校管理のiPadやデタッチャブル型2in1タブレットPCが一定数用意されている。なお、必要の指示がある場合には生徒の個人端末の使用が可能である。令和3年度よりBYODを実施。

### 部活動用設備
各部活動部室、柔剣道場、トレーニングルーム、雨天走路、グラウンドが校舎及び敷地内に存在する。また、山形県立東根工業高等学校跡地に建設された、近隣の学校管理の第２グラウンド（東根市中央運動公園）にはサッカー場やテニスコート、弓道場が存在する。同じ場所に東根市の管理下にある体育館や野球場等、補助的に使用可能な設備も存在する。

### 隣接施設
まなびあテラスが隣接し、生徒は学習室や図書館、公衆電話などの設備を補助的に利用可能である。
また、徒歩三分圏内にイオン東根店がある。
ヨシダ靴屋が閉店し、その跡地にはセカンドストリートがオープンした。

## 交通アクセス
- JR東日本さくらんぼ東根駅（山形新幹線・奥羽本線（山形線））より徒歩10分[13]
- 山交バス 東桜学館前バス停より徒歩1分